# 이지 섹스, 이지 러브
《이지 섹스, 이지 러브》(영어: Easy)는 2003년 공개된 미국의 인디 로맨틱 코미디 영화이다. 마거리트 모로, 브라이언 F. 오번, 나빈 앤드루스가 출연했다. 제인 와인스톡의 감독 데뷔작이다.

## 줄거리
제이미 해리스는 엉뚱한 소비재 제품의 이름을 짓는 일을 하는 25세의 신경질적인 여성이다. 그녀는 제품에는 정체성을 부여하지만, 정작 자신의 삶에 대해서는 혼란스러워한다. 수많은 별 볼 일 없는 남자들과의 연애 후, 그녀는 누구를 믿어야 할지, 진정한 친밀감을 어떻게 찾아야 할지 갈피를 잡지 못한다. 그러던 중, 겉으로 보기에 괜찮은 두 남자가 그녀 주변을 맴돌기 시작하고, 제이미는 자신이 가장 두려워하는 것과 마주해야만 하는 상황에 놓인다.

## 출연진
- 마거리트 모로/버네사 마라노(아역) - 제이미 해리스
- 브라이언 F. 오번 - 믹 매케이브
- 나빈 앤드루스 - 존 캘리커런
- 에밀리 데이셔넬 - 로라 해리스
- 캐럴라인 구달 - 샌디 클라크
- D. B. 우드사이드 - 마틴 마스